# Psilocerea hypermetra
Psilocerea hypermetra är en fjärilsart som beskrevs av Louis Beethoven Prout 1931. Psilocerea hypermetra ingår i släktet Psilocerea och familjen mätare. Inga underarter finns listade.